# Coelognathus flavolineatus
Espèce
Synonymes
- Coluber flavolineatus Schlegel, 1837

Statut de conservation UICN

 LC  : Préoccupation mineure
Coelognathus flavolineatus  est une espèce de serpents de la famille des Colubridae.

## Répartition
Cette espèce se rencontre en :
- en Birmanie ;
- en Thaïlande ;
- au Viêt Nam ;
- en Inde, dans les îles Andaman ;
- en Malaisie orientale et péninsulaire et sur l'île de Tioman ;
- à Singapour ;
- au Brunei ;
- en Indonésie au Kalimantan, à Sulawesi, à Java, à Sumatra, à Bangka, à Belitung et aux îles Mentawai.

## Description
Coelognathus flavolineatus est un serpent ratier.
Il mesure environ 1,8 m.
Il n'est pas dangereux pour l'homme : il n'est pas venimeux !

## Publication originale
- Schlegel, 1837 : Essai sur la physionomie des serpens, La Haye, J. Kips, J. HZ. et W. P. van Stockum, vol. 1 (texte intégral) et vol. 2 (texte intégral).